# Косилово (Брянская область)
Коси́лово (исторический вариант — Касилово) — деревня в Жуковском районе Брянской области, в составе Ходиловичского сельского поселения. 
 Расположена в 11 км к северу от деревни Петуховка. Население — 346 человек (2010).
Имеется отделение почтовой связи, сельская библиотека.
В деревне родился Иван Семёнович Казаков (1873—1935) — русский живописец и график.

## История
Упоминается с XVI века; входила в состав Хвощенской волости Брянского уезда. До 1764 года — владение Пятницкого Спасского монастыря; позднее — Безобразовых, Потресовых и других помещиков. Состояла в приходе села Фошни.
С 1861 по 1925 в Фошнянской волости Брянского (с 1921 — Бежицкого) уезда. В 1900 году была открыта церковно-приходская школа.
В 1925—1929 гг. — в Жуковской волости, с 1929 в Жуковском районе. До 2005 года являлась центром Косиловского сельсовета.
| Годы      | 1866 | 1897 | 1926 | 1979 | 1989 | 2002 | 2010 |
| --------- | ---- | ---- | ---- | ---- | ---- | ---- | ---- |
| Население | 390  | 580  | 785  | 366  | 432  | 378  | 346  |